# 14 Ophiuchi
14 Ophiuchi är en gulvit stjärna i huvudserien i stjärnbilden Ormbäraren.
14 Ophiuchi har visuell magnitud +5,72 och är synlig för blotta ögat vid god seeing. Stjärnan befinner sig på ett avstånd av ungefär 180 ljusår.